# Округ Сатон (Тексас)
Округ Сатон (енгл. Sutton County) је округ у америчкој савезној држави Тексас. По попису из 2010. године број становника је 4.128.

## Демографија
Према попису становништва из 2010. у округу је живело 4.128 становника, што је 51 (1,3%) становника више него 2000. године.
| Група             | 2000.         | 2010.         |
| Белци             | 1.934 (47,4%) | 1.639 (39,7%) |
| Афроамериканци    | 10 (0,2%)     | 17 (0,4%)     |
| Азијати           | 7 (0,2%)      | 8 (0,2%)      |
| Хиспаноамериканци | 2.106 (51,7%) | 2.459 (59,6%) |
| Укупно            | 4.077         | 4.128         |